# Assassin's Creed: Altaïr's Chronicles
Assassin's Creed: Altaïr's Chronicles és un videojoc desenvolupat per Gameloft i distribuït per Ubisoft per a Nintendo DS, iPhone, Android i l'iPod Touch. Es tracta d'una preqüela del videojoc Assassin's Creed, i va sortir a la venda a Espanya el 15 de març de 2008. En aquest joc s'inclouen dues noves ciutats, Tir i Alep, a més de tres de conegudes anteriorment, Jerusalem, Acre i Damasc, excloent la ciutat de Masyaf.